# Залесный (Воронежская область)
Залесный — хутор в Калачеевском районе Воронежской области России. Входит в состав городского поселения Калач.
По состоянию на 01.01.2023 г. в хуторе приживает 279 человек.

## География
Расположен в лесной местности, при автомобильной дороги местного значения Павловск — Калач.

### Улицы
- ул. Вишневая,
- ул. Грушовая,
- ул. Дубовая,
- ул. Западная,
- ул. Лесная,
- ул. Центральная,
- пер. Вишневый,
- пер. Дубовый.

## История
Основан в начале 1920-х годов крестьянами сл. Калач. В 1925 г. из 17 хозяйств образована сельхозартель «Дружба», вошедшая впоследствии в колхоз им. Чапаева.
После разукрупнения колхозов в 1934 году хутор вошел в колхоз им. Малинова, переименованный в конце 1930-х годов в колхоз имени Чкалова.
В лесу между хуторами Рыбкин и Залесный в годы Великой Отечественной войны базировался один из полков 221 бомбардировочной авиадивизии. Аэродром появился летом 1942 г. и использовался по конец 1943 гг. в Сталинградской, Воронежской и Курской битвах. В июле 1942 г. советский аэродром в Рыбкине попал под удар вражеской авиации.

## Население
| 2010 |
| ---- |
| 310  |

### Историческая численность населения
По данным 1938 г. в хуторе проживало 167 человек, в 1976 — около 500, на январь 1996 г. — 325.

## Инфраструктура
Личное подсобное хозяйство с зоной сельскохозяйственного использования, индивидуальная застройка усадебного типа. В 1925 г. — 17 хозяйств, в 1976 г. — 163 двора, на январь 1996 г. — 116
Электрифицирован по ВЛ-10-7 ПС 110кВ Калач-2.

## Транспорт
Остановка общественного транспорта «Залесный».